# Adolf Maier
Adolf Maier (ur. 11 maja 1871 w Trzemesznie, zm. 17 października 1963 w Oberstdorfie) – pruski polityk.
Doktor prawa, w latach 1910-1919 burmistrz Charlottenburga, a w latach 1919-1933 nadprezydent Brandenburgii.